# Zittau
Zittau (csehül Žitava, lengyelül Żytawa) város Németországban, Szászországban.

## Elhelyezkedése
Németország délkeleti csücskében, német-lengyel-cseh hármashatár közelében találgató. A Nyugati-Szudétákban, a Luzsicei-hegységtől északra, a Zittaui-medencében, a Lausitzi-Neisse folyó és annak egyik mellékfolyója, a Mandau partján fekszik, melyek a város határában egyesülnek.

## Története

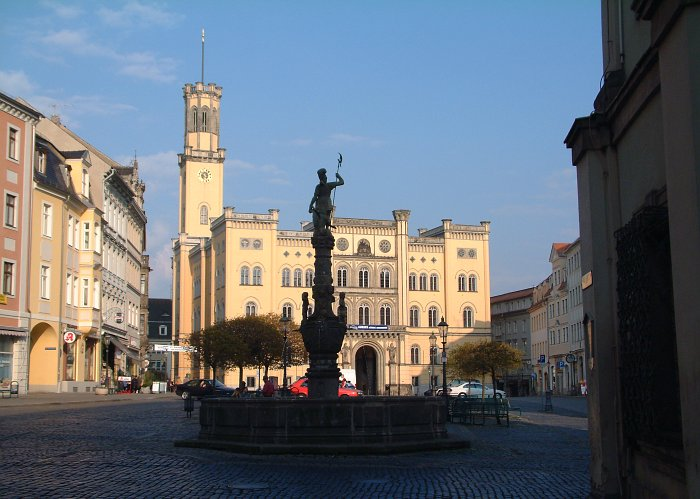
Városháza, előtérben a Mars-kút

A várost 1230 körül, II. Ottokár cseh király alapította, piacot létesített benne, majd 1255-ben fallal vetette körül. A település egy fontos kereskedelmi útvonal mellett épült, ennek köszönhető, hogy gyors gazdasági fejlődésnek indult a település. Fontos gazdasági ágazatok voltak: a gabonakereskedelem, a sörfőzés, a pamut- és vászonszövés.
1346-ban Zittau a Hat város szövetségének (Sechstadtebund) tagjává vált. A 15. században több háború is végigsöpört a vidéken, emiatt gazdaságában hanyatlásnak indult. Új fellendülése a 17. és 18. században következett be, főleg vászonkereskedelmének köszönhetően.
1757-ben a hétéves háború során a város jelentős része megsemmisült, 108 sörfőzője közül például 104 elpusztult.
Az 1848-49-es években megmozdulások színtere volt. Ebben az időben tértek át gépesített szövőszékek alkalmazására.
A második világháború során német munkatábor működött a város határában. A fogvatartottaka a  Phänomen Werke Gustav Hiller autógyárban dolgoztatták. A háborút követően Kelet-Németország részét képezte. A kommunizmus ideje alatt és az 1990-es egyesülést követően is megtartotta jelentőségét a textiliparban.

## Városrészek
A város 5 részre oszlik
- Centrum (az óváros)
- Zittau-Dél
- Zittau-Észak
- Zittau-Kelet
- Zittau-Nyugat

A városhoz 8 szomszédos falu tartozik.
|  | - Dittelsdorf - Drausendorf - Eichgraben - Hartau - Hirschfelde (és Rosenthal) - Pethau - Schlegel (és Burkersdorf) - Wittgendorf |

1945-ig a városhoz tartozott még Großporitsch (lengyelül Porajów) falu, ami a határváltozás után ma a lengyelországi Bogatynia (németül Reichenau) község része.

## Látnivalók
- Alt-Zittau – a belváros
- Takácsok temploma (Weberkirche) – 1488-ban épült egy fakápolna helyén, a harmincéves háborúban fallal vették körül és erődítménnyé tették
- Johanniskirche – a város egyik jelképe a templom két egymástól különböző tornya, 1291-ben említik először
- Városháza – 1840-45 között építették, bejáratánál látható két kőoroszlán egykoron az 1757-ben leégett régi városházát díszítették
- Péter-Pál-templom, más néven Kolostor-templom – a 13. században kezdték el építeni, de csak a 15. században fejezték be, tornya 70 m magas
- Sóház (Marstall) – 1511-ben épült impozáns, 25x63 m-es alapterületű épület, melyet többször átalakítottak, jelenleg hét emeletes, mintegy 450 ablaka van, napjainkban itt található a város levéltára
- Kereszt-templom – a harmincéves háború során a svédek védőállásnak alakították át
- Szent Mária-templom – 1890-ben épült, tornya 71 m magas
- Miasszonyunk temploma – 1572-ben épült
- Szent Jakab-ispotálytemplom – 1303-ban említik először
- Városi Múzeum – az épület 1854-ben épült
- A régi városfal maradványai, a megmaradt bástyákkal és erődítményekkel: Kerek-torony, Mészáros-bástya
- Bor-liget (Weinau) – a 45 hektáros zöldövezet a település legnagyobb parkja
- A 4000 virágból álló óra – 1907-ben készítették, 16 m²-en, tavaszi és a nyári hónapokban különböző színekben pompázik
- Zöld-kút – 1679-ből származik, díszes, rézből készült fémszerkezetből áll, mely zöld színre oxidálódott, innen ered a neve
- Mars-kút – 1585-ben épült homokkőből
- Hattyú-kút – 1710-ben épült
- Herkules-kút – 1708-ban épült
- Szamaritánus-kút – 1679-ből származik